# Église Saint-Clément-de-Rome (Moscou)

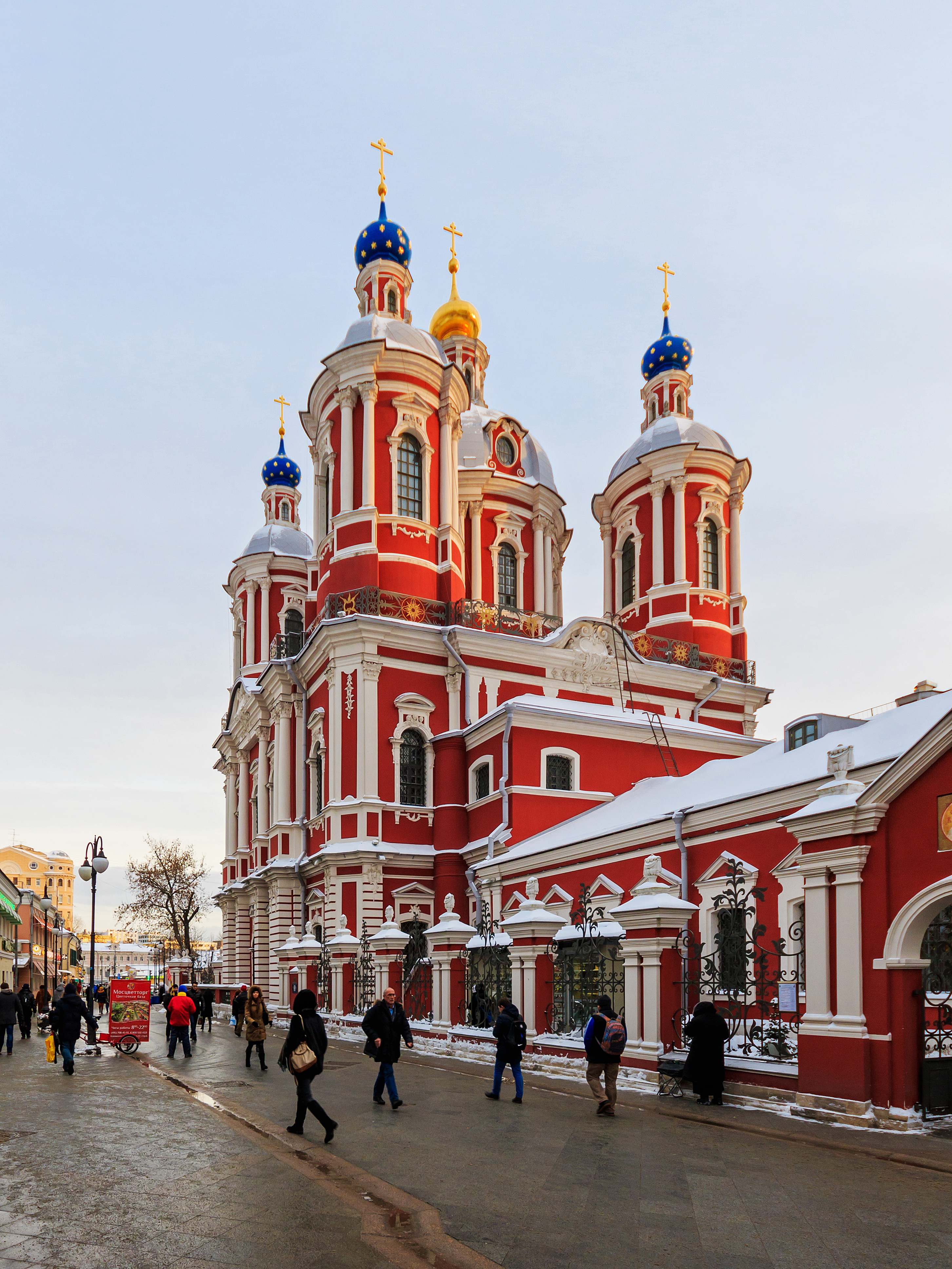
église Saint-Clément-de-Rome de Moscou.

L'église Saint-Clément-de-Rome (en russe : Церковь Климента Папы Римского) est une église de l'éparchie de Moscou de l'Église orthodoxe russe, située au croisement de la rue Piatnitskaïa et de la ruelle de Clément à Moscou. Elle est dédiée à Clément de Rome, un des successeurs de l'apôtre Pierre, pape à Rome au Ier siècle. Il est mort en martyr après l'année 98 de notre ère. 
Le maître-autel est dédié à la Transfiguration et le premier nom donné à l'église a été église de la Transfiguration du Seigneur.

## Histoire
La première mention de l'église dans des sources écrites date de 1612, et elle est liée aux événements de la bataille de Moscou de 1612 entre les forces polono-lituaniennes de l'hetman Jan Karol Chodkiewicz et les milices populaires russes. Le 24 août 1612, à la prison Klimentevski (près de l'église Clément-de-Rome), se déroulent de lourds combats entre les cosaques, défendant la prison et les troupes de l'hetman Chodkiewicz. Au cours de la bataille, les troupes de l'hetman parviennent à prendre la prison et l'église Saint-Clément. Mais Abraham Palitsyne accomplit l'exploit d'arrêter la retraite des cosaques de la prison. 
L'église a été reconstruite et consacrée en 1720, puis, en 1756-1758 ont été rajoutés une église-réfectoire (trapeznaïa) et un clocher. En 1762, la congrégation a reçu l'autorisation de démolir l'ancienne église et en 1769, grâce aux dons du marchand K. Matveïev, une église de style baroque à cinq coupoles a été construite, qui est toujours là aujourd'hui. La paternité de la réalisation n'est pas bien établie. On suppose que c'est Ivan Iakovlev (1728-1783) qui l'a construite sur la base d'un projet de Pietro Trezzini (selon d'autres sources selon un projet d' Alexeï Evlachev (1706-1760)). Dans la Légende de l'église Saint-Clément-de-Rome (découverte au milieu du XIXe siècle à Verkhneouralsk), il est écrit que la général Alexis Bestoujev-Rioumine, dont le manoir se trouvait à proximité, a alloué une somme de 70 000 pour la construction de l'église Saint-Clément.
Son style et l'époque de sa construction dans l'état où nous la voyons, c'est-à-dire l'époque élisabéthaine (1741-1761), fait classer cette église dans le style baroque élisabéthain.
Dans ses mémoires, le poète du XIXe siècle Apollon Grigoriev évoque comment l'église dominait le panorama de son quartier dans son enfance. En 1929, l'église est fermée. C'est la période soviétique; en 1934, elle est utilisée pour le stockage de livres par la Bibliothèque d'État de Russie.
En 2008, les livres stockés ont été enlevés et l'église a été rendue à la communauté orthodoxe. Pendant plusieurs années, seule une partie de l'église a servi pour la liturgie. Puis avec le soutien financier du gouvernement de Moscou une restauration a été réalisée et terminée en 2014. Le 27 septembre 2014, le patriarche Cyrille de Moscou a procédé à la consécration de l'église. 

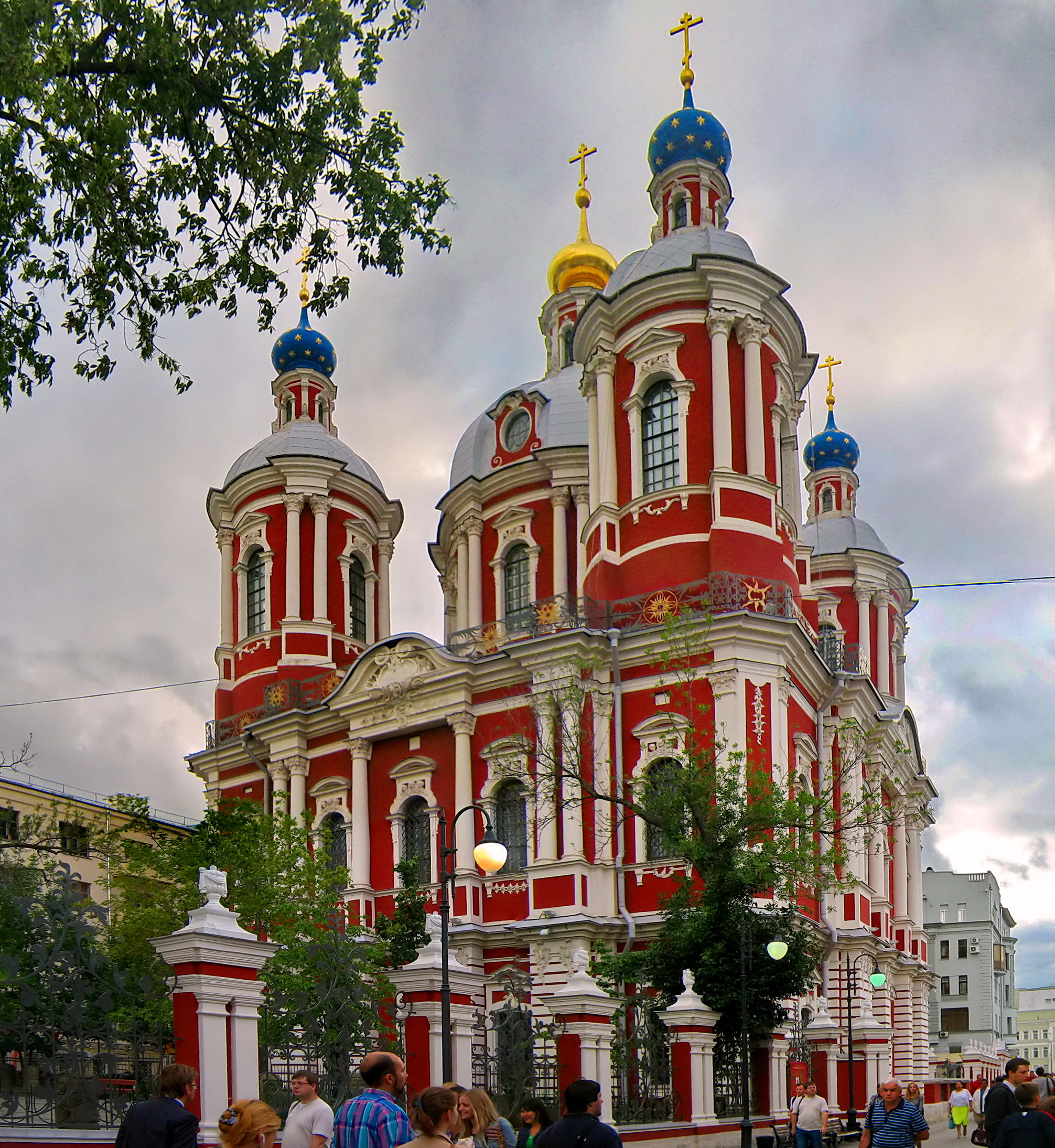
Façade côté Est
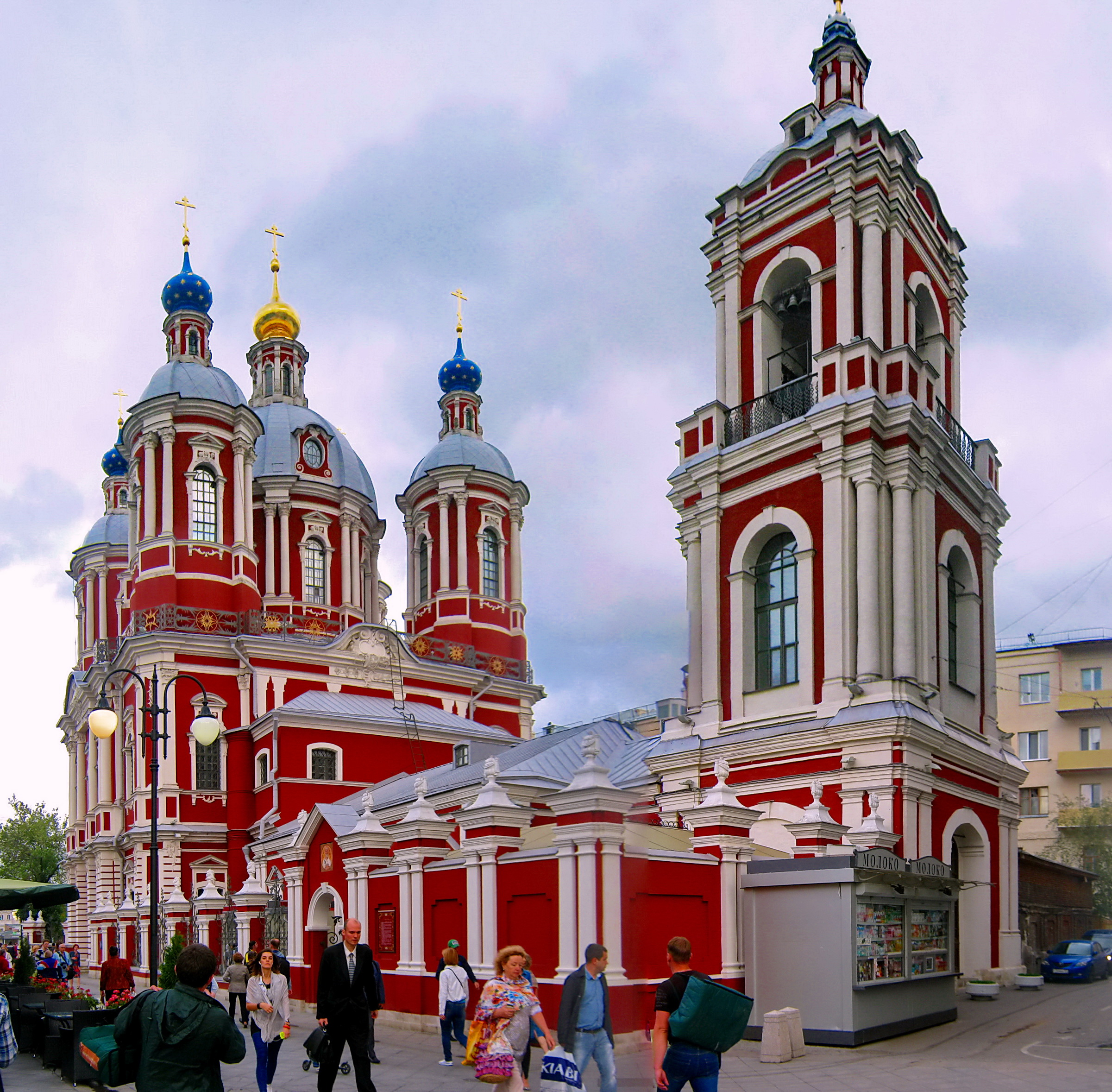
Vue depuis le nord-ouest
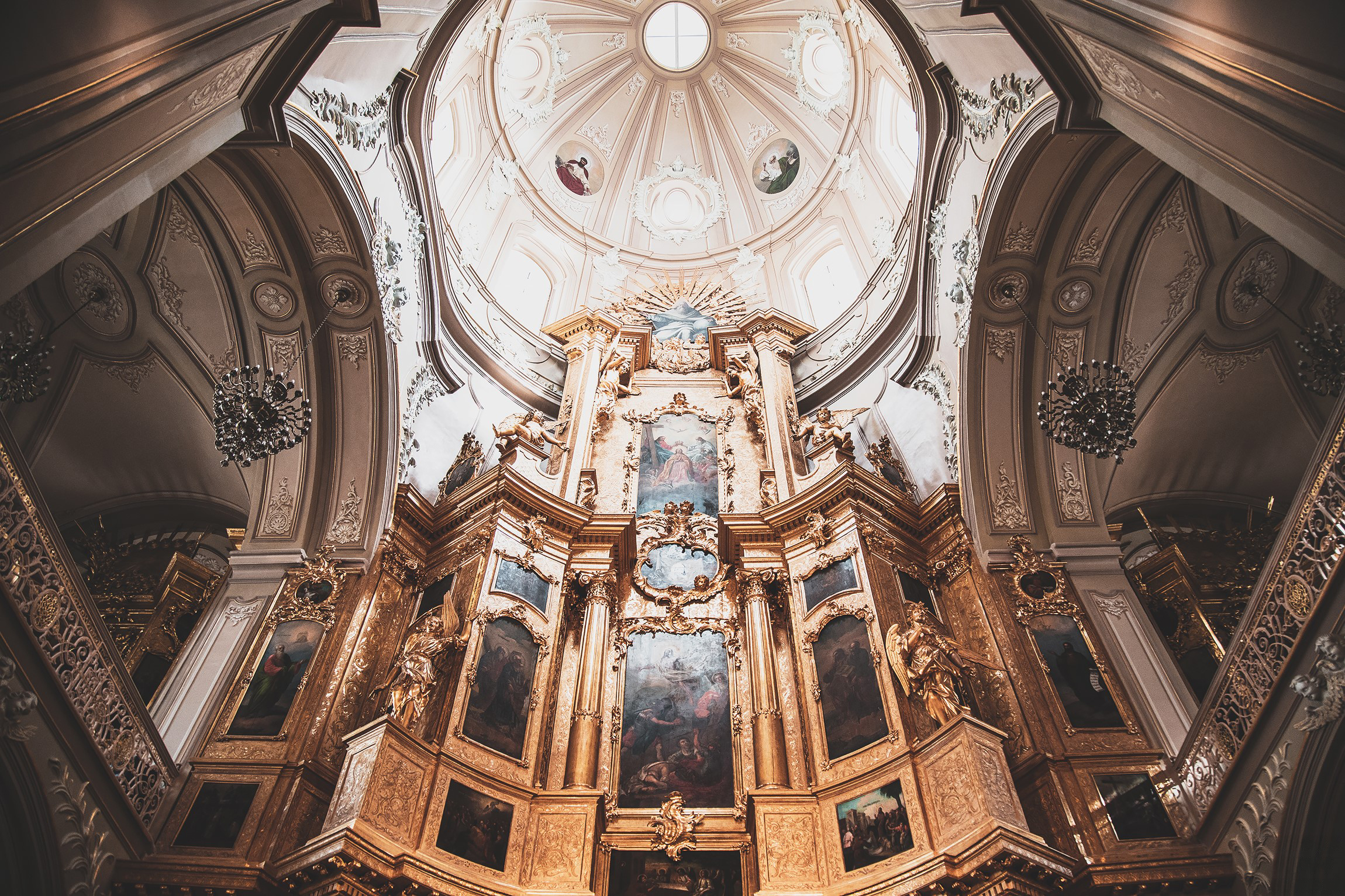
Iconostase et grande coupole
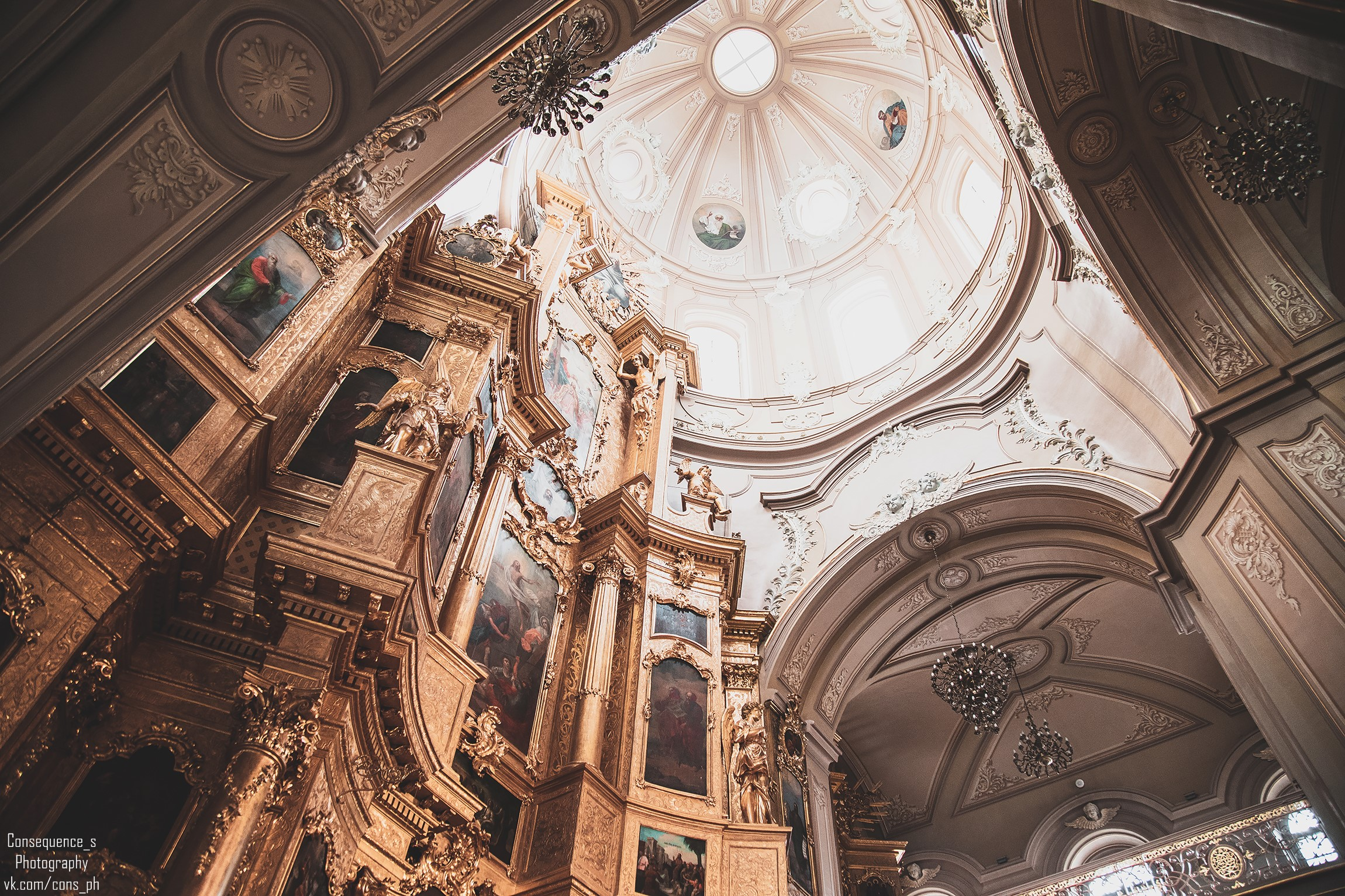
Iconostase et grande coupole